# Sabanalarga, Atlántico
Sabanalarga là một khu tự quản thuộc tỉnh Atlántico, Colombia. Thủ phủ của khu tự quản Sabanalarga đóng tại Sabanalarga Khu tự quản Sabanalarga có diện tích 399 ki lô mét vuông. Đến thời điểm ngày 28 tháng 5 năm 2005, khu tự quản Sabanalarga có dân số 66309 người.